# 興野 (足立区)
興野（おきの）は、東京都足立区中部の地名。現行行政地名は興野一丁目および二丁目。住居表示実施済み区域である。

## 地理
足立区中部に位置する。隣接する地域は北は西新井本町、東は本木、南は本木東町および本木北町、西は扇。隣接する周辺地域と同様、古くから発展してきた町であり昔ながらの細く入り組んだ道路が町域内に広がる。江戸時代には大師道、近代には鳩ヶ谷道とも呼ばれた道路で、現在では本木新道と呼ばれるバス通りが町域の真ん中を南北に走り、通りの東側が興野一丁目、西側が興野二丁目である。興野一丁目は中小工場とそれを取り巻く住宅街からなる下町風景が広がり、興本図書館や体育館などの文教施設などもある。一方の興野二丁目には寺院や神社などが多く点在する。

### 小字
以下に農村時代に用いられていた旧興野村の小字を紹介する。
- 村内：氷川神社と善応寺がある村の中心地
- 村後：村内の北側に広がる字
- 西耕地：村内耕地から見て西側に広がる字
- 東耕地：大師道（本木新道）の東側に広がる字
- 沼
- 沼向
- 薬師後
- 細田
- 栗原前

### 地価
住宅地の地価は、2025年（令和7年）1月1日の公示地価によれば、興野2-30-33の地点で30万6000円/m2となっている。

## 歴史
1363年（貞治2年）に開山されたと伝わる善応寺には室町時代の板碑が発見されており、この頃から興野の地に人が住んでいたことが推測されるが、興野の名が文献に初めて登場するのは江戸時代に入ってからのことである。
かつての興野の範囲は現在よりも広かったが、住居表示の実施によって興野町の南半分のみが興野とされ、北半分は大部分が西新井本町に、一部が西新井栄町に編入された。西新井本町四丁目の興野保育園・興野邑公園・東京都住宅供給公社興野町住宅、西新井本町五丁目の興野北公園、西新井栄町三丁目の興野第二児童遊園に当地がかつて興野の一部であった名残りが見られる。

### 地名の由来
「興野」という地名がいつ頃から使われているかは諸説あり定かでない。有力な説では江戸時代の開拓期に「奥野」と表記され呼ばれていたものが転訛し「興野」となった、というものである。

### 沿革
- 1889年5月1日 - 東京府南足立郡興野村が周辺の村と合併し、西新井村が成立。南足立郡西新井村大字興野となる（西新井村は後に町制が施行され、西新井町となる）。
- 1932年10月1日 - 南足立郡が東京市足立区となる。西新井町大字興野は足立区興野町となる。
- 1961年8月1日 - 興野町の一部が本木北町に編入される。
- 1968年12月1日 - 興野町・本木町三丁目の一部に住居表示が実施され、興野一・二丁目が設置される。
- 1969年8月1日 - 興野町の一部に住居表示が実施され、本木二丁目に編入される。
- 1970年8月1日 - 興野町の残存地域に住居表示が実施され、西新井栄町一・三丁目に編入される。

## 世帯数と人口
2025年（令和7年）1月1日現在（足立区発表）の世帯数と人口は以下の通りである。
| 丁目       | 世帯数    | 人口    |
| ---------- | --------- | ------- |
| 興野一丁目 | 1,000世帯 | 2,005人 |
| 興野二丁目 | 2,230世帯 | 4,364人 |
| 計         | 3,230世帯 | 6,369人 |

### 人口の変遷
国勢調査による人口の推移。
| 年                 | 人口  |
| ------------------ | ----- |
| 1995年（平成7年）  | 5,719 |
| 2000年（平成12年） | 5,250 |
| 2005年（平成17年） | 5,549 |
| 2010年（平成22年） | 6,380 |
| 2015年（平成27年） | 6,110 |
| 2020年（令和2年）  | 6,147 |

### 世帯数の変遷
国勢調査による世帯数の推移。
| 年                 | 世帯数 |
| ------------------ | ------ |
| 1995年（平成7年）  | 1,981  |
| 2000年（平成12年） | 1,893  |
| 2005年（平成17年） | 2,153  |
| 2010年（平成22年） | 2,697  |
| 2015年（平成27年） | 2,565  |
| 2020年（令和2年）  | 2,754  |

## 学区
区立小・中学校に通う場合、学区は以下の通りとなる（2023年4月時点）。なお、足立区では学校選択制度を導入しており、区内全域から選択することが可能。ただし、小学校に関しては、2018年（平成30年）度から学区域または学区域に隣接する学校のみの選択になる。
| 丁目       | 番地                                      | 小学校               | 中学校             |
| ---------- | ----------------------------------------- | -------------------- | ------------------ |
| 興野一丁目 | 5番、7〜12番                              | 足立区立西新井小学校 | 足立区立第五中学校 |
| 興野一丁目 | 1〜4番、6番 13番以降                      | 足立区立本木小学校   | 足立区立第五中学校 |
| 興野二丁目 | 2番1〜5号 2番19号〜3番5号 5番6〜11号      | 足立区立本木小学校   | 足立区立第五中学校 |
| 興野二丁目 | 1番 2番6〜18号 3番6号〜5番5号 5番12号以降 | 足立区立興本小学校   | 足立区立扇中学校   |

## 事業所
2021年（令和3年）現在の経済センサス調査による事業所数と従業員数は以下の通りである。
| 丁目       | 事業所数  | 従業員数 |
| ---------- | --------- | -------- |
| 興野一丁目 | 79事業所  | 563人    |
| 興野二丁目 | 124事業所 | 466人    |
| 計         | 203事業所 | 1,029人  |

### 事業者数の変遷
経済センサスによる事業所数の推移。
| 年                 | 事業者数 |
| ------------------ | -------- |
| 2016年（平成28年） | 199      |
| 2021年（令和3年）  | 203      |

### 従業員数の変遷
経済センサスによる従業員数の推移。
| 年                 | 従業員数 |
| ------------------ | -------- |
| 2016年（平成28年） | 947      |
| 2021年（令和3年）  | 1,029    |

## 交通

### バス
- 東武バスセントラル

北01：興本センター前/興野公団住宅

### 道路・橋梁
- 本木新道

## 施設
行政
- 興本地域学習センター
  - 興本図書館
  - 興本体育館
  - 興本社会教育館
- 興本区民事務所
- 興本住区センター

保育・教育
- 朝鮮第四初中級学校
- 興南幼稚園

金融・郵便局
- 足立興野郵便局

## 史跡
寺院
- 善応寺
- 興野神社
- 御嶽神社

## その他

### 日本郵便
- 郵便番号 : 123-0844[3]（集配局 : 足立西郵便局[19]）。

## 関連文献
- 「興野村」『新編武蔵風土記稿』 巻ノ136足立郡ノ2、内務省地理局、1884年6月。NDLJP:763997/42。